# Bandera de Veracruz
La Bandera de Veracruz consisteix en un rectangle de mesures idèntiques de color blanc, amb contorn vermell i verd. Entre el mig del camp blanc, té l'escut estatal i al centre, amb un diàmetre de tres quartes parts de l'ample d'aquest camp.

## Galeria

Bandera de Veracruz 1999-2009 (ratio 4:7)
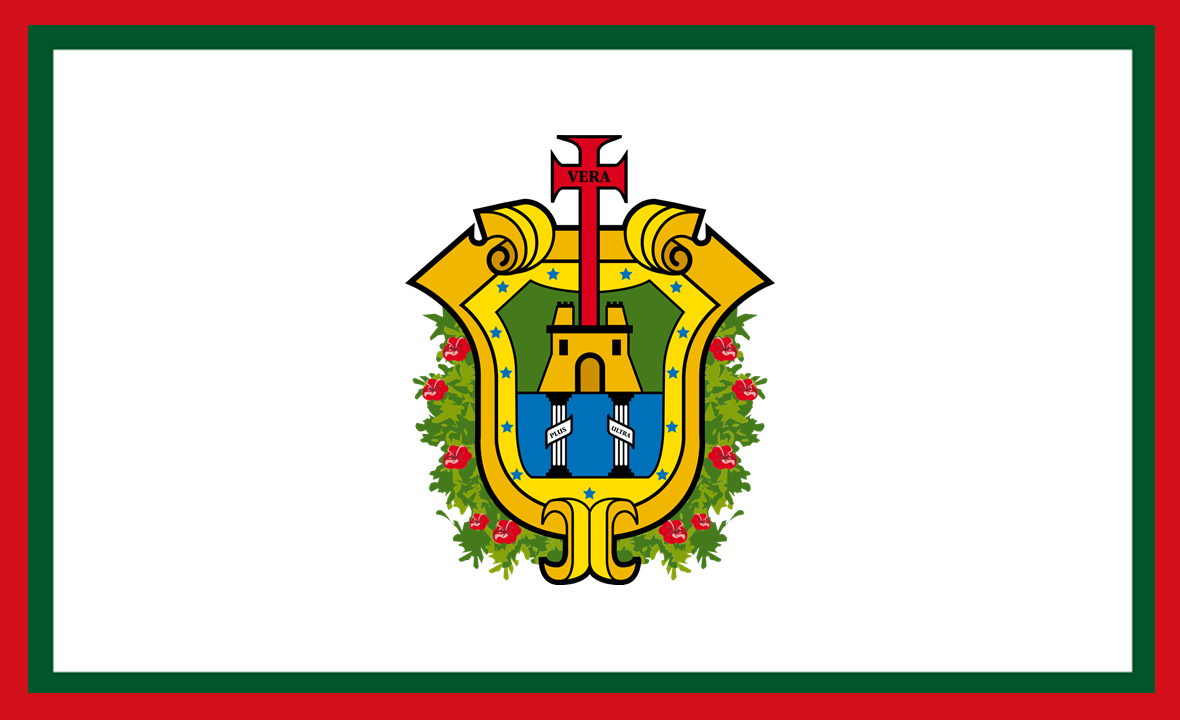
Bandera de Veracruz 2010 (ratio 4:7)